# جاك كيربي

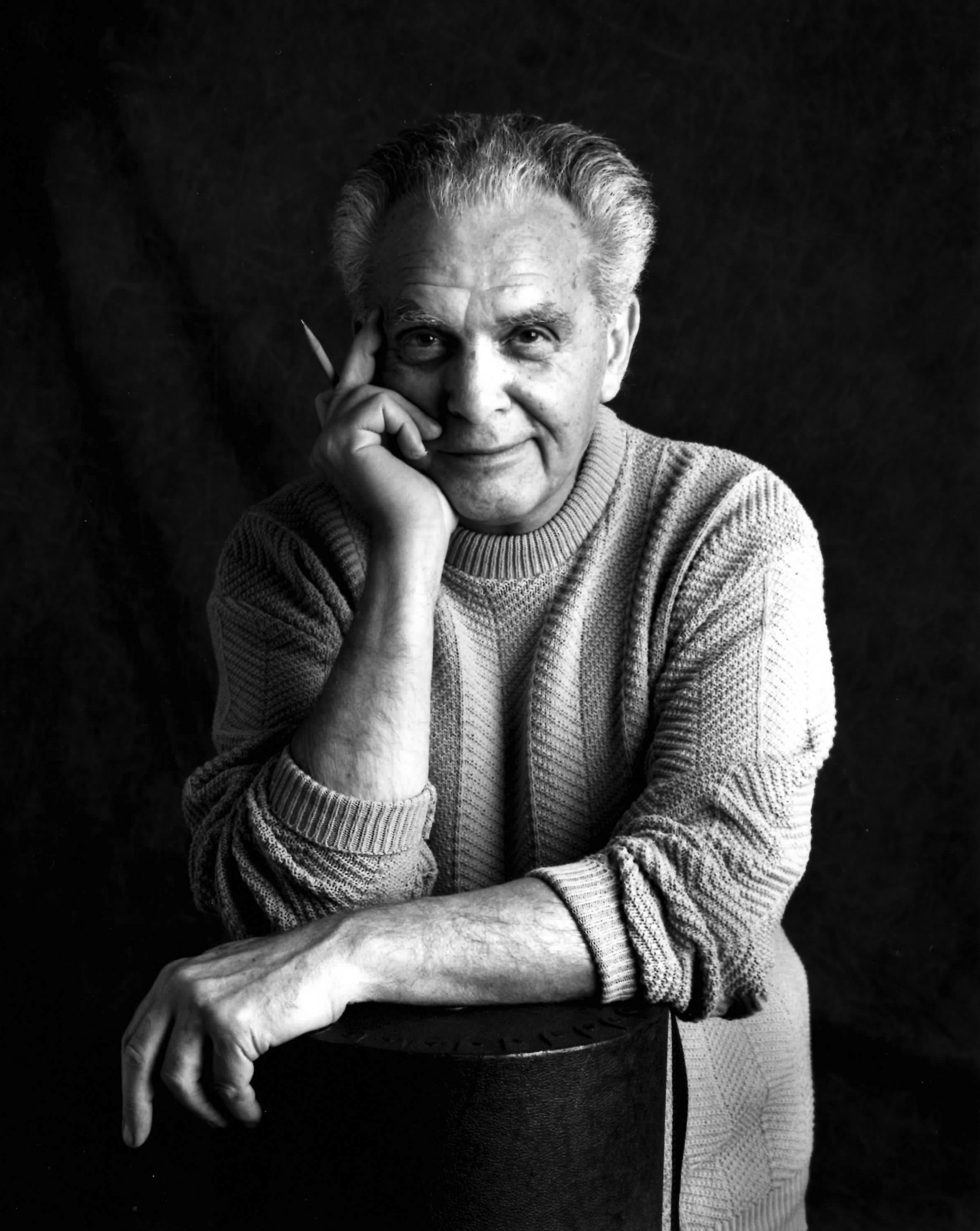
جاك كيربي

جاك كيربي (بالإنجليزية: Jack Kirby) (28 من أغسطس 1917م - 6 من فبراير 1994م)،  وُلد باسم جاكوب كيرتزبيرج، هو فنان كتب هزلية أمريكي وكاتب ومحرر اعتبره المؤرخون والمعجبون واحدًا من كبار المبدعين والأكثر تأثيرًا في تأليف الكتب الهزلية.
وقد ترعرع كيرتزبيرج في أجواء فقيرة في مدينة نيويورك، ودخل صناعة الكوميديا والأعمال الهزلية الوليدة في الثلاثينيات من القرن العشرين. وقد ألف العديد من الأعمال الكوميدية والهزلية تحت أسماء مستعارة مختلفة، متضمنة جاك كيرتيس، وفي النهاية استقر على اسم جاك كيربي. وفي عام 1940م، ألف هو والكاتب المحرر جو سايمون الشخصية الأكثر نجاحًا وهي البطل الخارق كابتن أمريكا في كتاب تايملى كوميكس (Timely Comics)، والذي كان يُعرف سابقًا باسم مارفيل كوميكس (Marvel Comics). وخلال الأربعينيات من القرن العشرين، كوّن كيربي فريقًا مع سايمون بشكل عام، وألفا العديد من الشخصيات لهذه الشركة، فضلاً عن الشركة التي أصبحت تحت اسم دي سي كوميكس (DC Comics).
وبعد أدائه للخدمة خلال الحرب العالمية الثانية، عاد كيربي لكتابة الأعمال الأدبية الهزلية، وعمل على العديد من الأنواع. وقد ساهم في عدد من مؤسسات النشر، منها مؤسسة دي سي (DC) وهارفي كوميكس (Harvey Comics) وهيلمان بيريوديكالس (Hillman Periodicals)وكريستوود بابليكيشنز (Crestwood Publications)، حيث ابتكر هو وسايمون نوعًا أدبيًا يُعرف باسم الهزلية الرومانسية. وأنشأ هو وسايمون أيضًا شركة متخصصة في مجال الأعمال الهزلية والكوميدية استمرت لفترة قصيرة تحت اسم مينلاين بابليكيشنز (Mainline Publications). وفي النهاية، وجد كيربي نفسه يكرر تجربة «تايملي» من خلال شركة أخرى أطلق عليها اسم أطلس كوميكس (Atlas Comics)، والتي أطلق عليها فيما بعد اسم مارفيل كوميكس. وهناك، وفي الستينيات من القرن العشرين، اشترك هو والكاتب المحرر ستان لي في ابتكار العديد من الشخصيات الرئيسية من خلال شركة «مارفيل»، والتي من بينها فانتاستيك فور (Fantastic Four) والرجال إكس والسفينة الثقيلة (Hulk). وعلى الرغم من المبيعات المرتفعة وردود الأفعال الإيجابية التي حققتها ألقاب لي-كيربي، شعر كيربي بأنه يُعامل بغير عدل وترك الشركة في السبعينيات من القرن العشرين واتجه للعمل في الشركة المنافسة دي سي.
في دي سي، أبدع كيربي قصته البطولية فورث وورلد، والتي امتدت على عدة كتب مصورة. وبينما ثبت فشل هذه السلسلة تجاريًا وأُلغيت، استمرت فورث وورلدز نيو غادز باعتبارها جزًا مهمًا من عالم دي سي. عاد كيربي إلى مارفل لفترة وجيزة في منتصف السبعينيات إلى نهايتها، ثم خاطر بالعمل في الصور المتحركة التلفزيونية والقصص المصورة المستقلة. في سنواته الأخيرة، بدأ كيربي، الذي كان يُلقب «بوليم بليك القصص المصورة»، بتلقي اعتراف كبير في الصحافة الرئيسة بإنجازاته المهنية، في 1987، كان أحد ثلاثة مُنصَّبين تدشينيين لردهة مشاهير ويل آيزنر للقصص المصورة. في 2017، لُقب كيربي بعد وفاته بأسطورة ديزني لإبداعاته ليس في مجال النشر وحسب، بل أيضًا لأن هذه الإبداعات شكلت أساس العلامة التجارية الإعلامية الناجحة نقديًا وماديًا لشركة والت ديزني، وهي عالم مارفل السينمائي. 
تزوج كيربي من روزاليند غولدستاين في 1942. أنجبا أربعة أطفال وظلا متزوجين حتى وفاته بسبب سكتة قلبية في 1994، بعمر 76 عامًا. سُميت جوائز جاك كيربي وردهة مشاهير جاك كيربي تكريمًا له، ويُعرف باسم «الملك» بين جمهور القصص المصورة لمساهماته المؤثرة العديدة في الوسط.

## نشأته (1917- 1935)
وُلد جاك كيربي باسم جيكوب كورتزبيرغ في 28 أغسطس 1917، في 147 إسيكس ستريت في لور إيست سايد بمانهاتن، مدينة نيويورك، حيث ترعرع. كان والداه، روز (بيرنستاين) وبنجامين كورتزبيرغ، مهاجرين يهوديين نمساويين، وكسب أبوه لقمة عيشه من عمله عاملًا في مصنع ملابس. في شبابه، رغب كيربي بالفرار من الحي. كان يحب الرسم، وبحث عن أماكن حيث يمكنه تعلم المزيد عن الفن. علم كيربي نفسه بنفسه جوهريًا، وذكر من بين المؤثرين فيه فناني الشريط الهزلي ميلتون كانيف وهال فوستر وألكس رايموند، بالإضافة إلى رسامي كارتون تحريريين مثل سي. إتش. سايكس و«دينغ» دارلينغ ورولين كيربي. رفضه الاتحاد التعليمي لأنه رسم «بسرعة زائدة بالفحم»، وفقًا لكيربي. وجد لاحقًا متنفسًا لمهاراته عبر رسم الكارتون لصالح جريدة ذه بويز برذرهود ريبابلك، وهي مدينة «مصغرة» في إيست ثيرد ستريت حيث كان أطفال الشارع يديرون حكومتهم الخاصة.
في عمر الرابعة عشرة، تسجل كيربي في معهد برات ببروكلين، ليتركه بعد أسبوع. «لم أكن من صنف التلاميذ الذي يبحث عنه برات. أرادوا أناسًا مستعدين للعمل على شيء ما إلى الأبد، وأنا لم أرغب بالعمل على أي مشروع إلى الأبد. كنتُ أنتوي إنجاز الأمور».

## حياته المهنية

### دخوله إلى القصص المصورة (1936- 1940)
انضم كيربي إلى نقابة جرائد لينكولن في 1936، ليعمل هناك على شريط هزلي للصحيفة وعلى الرسوم الكرتونية الإرشادية أحادية اللوحة مثل صحتك في المرتبة الأولى!!! (تحت الاسم المستعار جاك كورتيس). ظل حتى عام 1939، عندما بدأ العمل لشركة الرسوم المتحركة المسرحية فلايشر ستوديوز بصفة محرك ما بين البينين (فنان يملأ الحركة بين إطارات الحركة الرئيسة) على كارتون باباي في الوقت نفسه في 1935. ترك الاستوديو قبل إضراب فلايشر في 1937. استذكر قائلًا: «ذهبت من لينكولن إلى فلايشر، ومن فلايشر كان عليّ الخروج في عجلة لأنني لم أتحمل ذاك النمط من الأمور»، واصفًا إياه بأنه «معمل إلى حد ما، مثل معمل أبي. كانوا يصنّعون الصور».
في نحو ذلك الوقت، كانت صناعة الكتب المصورة الأمريكية تزدهر. بدأ كيربي بالكتابة والرسم لصالح شركة آيزنر وإيغر للكتب الهزلية، وهي واحدة من الشركات القليلة التي تصنع القصص المصورة بناء على طلب الناشرين. عبر تلك الشركة، أنجز كيربي ما تذكره باعتباره أول عمل في الكتب المصورة، لصالح مجلة وايلد بوي. تضمن ذلك شرائط مثل مغامرة الخيال العلمي «يوميات الدكتور هايوارد» (تحت الاسم المستعار كيرت ديفيس)، ومحارب الجريمة الغربي «ويلتون الغربي» (باسم فريد ساندي)، ومغامرة المتعنترون «كونت مونتي كريستو» (باسم جاك كورتيس ثانية)، وسلسلة الفكاهة «أبدول جونز» (باسم تيد غراي)، و«ساكو كلب البحر» (باسم تيدي)، كلها لجامبو كومكس وغيرهم من زبائن آيزنر وإيغر. استخدم في البداية اسم العائلة كيربي في الاسم المستعار لانس كيربي في قصتين من قصص «لون رايدر» الغربية في سلسلة فيموس فانيز خاصة إيسترن كلر برينتينغ وهما #63-64 (أكتوبر، نوفمبر 1939). استقر في آخر الأمر على الاسم المستعار جاك كيربي لأنه ذكره بالممثل جيمس كاغني. مع ذلك، فقد شعر بالإساءة بسبب أولئك الذين اقترحوا أن يغير اسمه ليخفي نسله اليهودي.

## وصلات خارجية
- The Jack Kirby Museum & Research Center
- جاك كيربي على موقع IMDb (الإنجليزية)
- جاك كيربي على موقع الموسوعة البريطانية (الإنجليزية)
- جاك كيربي على موقع ألو سيني (الفرنسية)
- جاك كيربي على موقع أول موفي (الإنجليزية)
- جاك كيربي على موقع قاعدة بيانات الأفلام السويدية (السويدية)
- جاك كيربي على موقع إن إن دي بي (الإنجليزية)
- جاك كيربي على موقع ديسكوغز (الإنجليزية)
- جاك كيربي على موقع قاعدة بيانات الفيلم (الإنجليزية)
- جاك كيربي على موقع كينوبويسك (الروسية)
- POV Online: "Jack Kirby", by Mark Evanier (includes Jack Kirby FAQ)
- "Jack Kirby Heroes Thrive in Comic Books and Film", by Elvis Mitchell, نيويورك تايمز, August 27, 2003
- "Roz Kirby Interview Excerpts", The Jack Kirby Collector #10, April 1966
- Creations of Jack Kirby at the Appendix to the Handbook of the Marvel Universe
- The Monsters of Jack Kirby